# Relações entre Bélgica e Portugal
As relações diplomáticas entre a República Portuguesa e o Reino da Bélgica remontam a julho de 1834, quando João Baptista de Almeida Garrett apresenta credenciais como Encarregado de Negócios da Legação de Portugal em Bruxelas.
A ligação entre Portugal e o território que hoje constitui a Bélgica remonta à idade média, e encontra-se marcada historicamente pelas feitorias portuguesas na Flandres, nomeadamente em Bruges e Antuérpia.
Atualmente os dois países mantêm relações próximas e amigáveis, marcadas pelas diversas organizações de que são parte, com o destaque natural para a União Europeia e para a NATO (da qual os dois países são membros fundadores).

## História
Portugal e a Bélgica, devido à relativa proximidade geográfica entre os dois países mantêm uma relação amigável e duradoura, que encontra as suas origens no período medieval, no qual Antuérpia e Bruges constituíram importantes portos comerciais, nos quais Portugal viria a estabelecer feitorias, que viriam a assumir uma particular relevância no comércio de bens oriundos de todo o Império Português para o espaço europeu.
De realçar, no período renascentista o célebre humanista português Damião Góis, que residiu na Flandres, mais concretamente em Antuérpia, antes de completar a sua formação na Universidade de Loviana, na Bélgica.
Após a independência da Bélgica, os contactos entre as duas nações são renovados, destacando-se a abertura da Legação portuguesa em Bruxelas em 1834, que teve como primeiro titular, na qualidade de encarregado de negócios, Almeida Garrett, um dos maiores vultos do romantismo português. A 16 de novembro de 1910, a Bélgica viria a reconhecer o novo regime republicano de Portugal, tendo sido um dos primeiros estados europeus a fazê-lo.
Durante a Primeira Guerra Mundial, os dois países fizeram parte das potências aliadas, e eventuais vencedoras do conflito, destacando-se a participação portuguesa na defesa da fronteira franco-belga, que culminou na batalha de La Lys, que decorreu maioritariamente em território hoje pertencente à Bélgica.
Após a transição democrática em Portugal, e com a adesão de Portugal à União Europeia, a relação bilateral entre os dois países foi reforçada, caraterizada pela partilha de valores e pelas relações de cooperação tecidas no sei da agenda multilateral europeia e internacional, registando-se diversas visitas oficiais por parte de governantes de ambos os países após 1974, data da transição democrática portuguesa. 
Atualmente regista-se a presença de uma comunidade portuguesa significativa na Bélgica, composta por aproximadamente de 35 000 elementos.

## Acordos Bilaterais
Verifica-se a assinatura de diversos acordos entre as duas nações, incluindo:
- Várias convenções luso-belgas sobre diferentes matérias, desde a extradição à cooperação postal passando pela propriedade literária e intelectual, ao longo do século XIX;
- Tratado de comércio e de navegação, a 23 de fevereiro de 1874;
- Acordo sobre transportes aéreos, a 22 de outubro de 1946;
- Acordo Cultural, a 30 de julho de 1955;
- Convenção para Evitar a Dupla Tributação e Regular Algumas Outras Questões em Matéria de Impostos sobre o Rendimento, a 16 de julho de 1969.
- Convenção Geral sobre Segurança Social, a 14 de setembro de 1970;

## Visitas de Estado e Oficiais
Registam-se diversas Visitas de Estado e Oficiais por parte dos governantes dos dois países incluindo as seguintes:

### Visita de Governantes portugueses à Bélgica
- 27 a 30 de abril de 1982, António Ramalho Eanes, Presidente da República.
- 8 a 10 de outubro de 1991, Mário Soares, Presidente da República.
- 23 e 24 de abril de 1997, Jorge Sampaio, Presidente da República
- 3 e 4 de dezembro de 1999, Jorge Sampaio, Presidente da República
- 18 a 20 de outubro de 2005, Jorge Sampaio, Presidente da República.
- 22 de março de 2017, Marcelo Rebelo de Sousa, Presidente da República.

### Visita de Governantes belgas a Portugal
- 22 a 24 de outubro de 1984, Balduíno I, e Fabíola da Bélgica, Reis dos Belgas.
- 7 a 10 de outubro de 1997, Príncipe Filipe da Bélgica.
- 21 de junho de 1998, Príncipe Filipe da Bélgica.
- 23 a 25 de novembro de 1999, Alberto II, e Paola da Bélgica, Reis dos Belgas.
- 1 de julho de 2004, a Rainha Fabíola da Bélgica.
- 22 a 24 outubro de 2018, Filipe da Bélgica e Matilde da Bélgica, Reis dos Belgas.

## Relações Económicas
Portugal e a Bélgica têm uma robusta relação económica, fruto da sua proximidade geográfica, e pertença à União Europeia.
Segundo o INE, a Bélgica foi o 8º cliente das exportações portuguesas de bens em 2020, com uma quota de 2,3% no total, ocupando a 7ª posição ao nível das importações (2,9%). Ao longo do período 2016-2020 verificou-se um crescimento médio anual das exportações de 0,9% e de 4,2% nas importações. A balança comercial de bens é tendencialmente desfavorável a Portugal, tendo apresentado um défice de 708 milhões de euros em 2020. 
Os principais grupos de produtos exportados de Portugal para a Bélgica em 2020 foram Veículos e Outro Material de Transporte, Máquinas e Aparelhos, Produtos Químicos, Combustíveis Minerais e Plásticos e Borracha, enquanto os principais grupos de produtos exportados da Bélgica para Portugal, no mesmo ano, foram Veículos e Outro Material de Transporte, Produtos Químicos, Máquinas e Aparelhos, Plásticos e Borracha e Metais Comuns
Destaca-se ainda a presença em Portugal da Câmara de Comércio Luso-Belga-Luxemburguesa, dedicada à promoção de relações comerciais entre os mercados português, belga e luxemburguês.

## Relações Culturais
No campo cultural, destaca-se a atuação do Camões, Instituto da Cooperação e da Língua de Portugal em território belga, marcado pela Coordenação de Ensino Português no Estrangeiro sediada em Bruxelas, e pelo Centro de Língua Portuguesa na mesma cidade, bem como por diversos leitorados ou protocolos de cooperação, nomeadamente com a Universidade Livre de Bruxelas, com a Universidade de Gand, e com o Instituto Superior de Tradutores e Intérpretes em Antuérpia.
No plano cultural destacam-se ainda alguns cantores luso-belgas, com destaque para Lio, e para Nuno Resende, representante da Bélgica no Festival Eurovisão de 2005.

## Missões Diplomáticas
- Portugal tem uma Embaixada em Bruxelas, e dispõe ainda de 3 consulados honorários, nas cidades de Bruges, Gent e Liège.[8][9]
- A Bélgica tem uma Embaixada em Lisboa. Adicionalmente a Bélgica dispõe de 4 Consulados Honorários em Portugal, nas cidades de Faro, Funchal, Ponta Delgada e Porto.[10]